# Magny-Fouchard
Magny-Fouchard è un comune francese di 265 abitanti situato nel dipartimento dell'Aube nella regione del Grand Est.

## Società

### Evoluzione demografica
Abitanti censiti